# Julia Draganović
Julia Draganović (Amburgo, 1963) è una curatrice d’arte tedesca.
Una delle priorità del suo lavoro sono i rapporti culturali italo-tedeschi. Da luglio 2019 dirige l’Accademia Tedesca Roma Villa Massimo.

## Studi Universitari
Julia Draganović ha studiato germanistica, storia dell’arte, filosofia e romanistica (italianistica) presso l’Università di Münster, conseguendo nel 1995 il dottorato di ricerca con la tesi Figürliche Schrift. Zur darstellerischen Umsetzung von Weltanschauung in Jüngers erzählerischem Werk.

## Curatrice d’arte e manager culturale
Nel 1999 Draganović fonda a Weimar il "Kulturbüro LaRete", un collettivo di donne manager culturali freelance. Dal 1999 al 2003 cura annualmente una duplice mostra nel vicino Castello di Ettersburg.
A Weimar lavora come presidente e membro del consiglio di amministrazione della Deutsch-Italienische Gesellschaft Thüringen (DIGIT e.V.) In qualità di consulente per gli affari europei presso il Ministero di Giustizia ed Affari Europei della Turingia, è responsabile per la presentazione a Bruxelles di Weimar Capitale europea della cultura 1999. Per la Bauhaus-Universität Weimar ha ideato e organizzato gli eventi culturali della “Bauhaus Summer School“. Dal 1999 al 2003 dirige anche il programma internazionale di borse di studio della “ACC Galerie Weimar“.
Dal 2005 al 2006 Julia Draganović è direttrice artistica del Chelsea Art Museum di New York.  Dal 2009 al 2014 lavora come curatrice per l'Art Miami.
A Modena nel 2004 fonda assieme alla curatrice Claudia Löffelholz un collettivo di curatori d'arte, network culturale nonché seguito del progetto culturale "LaRete Art Projects", l'ufficio culturale istituito congiuntamente a Weimar. Dal 2009 al 2013 sviluppa e cura l'International Award for Participatory Art di Bologna.
Dal 2007 al 2009 lavora come direttore artistico del PAN Palazzo delle Arti di Napoli . Negli anni dal 2010 al 2012 cura a Bologna nell'ambito di "Arte Fiera" "Art First", dedicato ai progetti realizzati nello spazio pubblico urbano.
Dal 2009 al 2015 è membro del Comitato scientifico del MUDAM (Musée d'Art Moderne du Grand-Duc Jean) di Lussemburgo. A partire dal 2009 è membro del consiglio di amministrazione dell'organizzazione no profit newyorkese "No Longer Empty". Dal 2014 Julia Draganović presiede [10] la IKT International Association of Curators of Contemporary Art, fondata nel 1973 fra l’altro da Harald Szeemann.
Dal 2013 al 2019, Julia Draganović dirige la Kunsthalle Osnabrück, ponendo un chiaro accento sulle performance. [11] Conclude quest'ultimo impegno per assumere la direzione dell’Accademia Tedesca Roma Villa Massimo. [1] L'impegno di Julia Draganović mira a fare di Villa Massimo un punto di riferimento per le comunità temporanee aperte, all' interno delle quali la nazionalità non ricopre alcun ruolo. Per il Premio Roma di Villa Massimo possono candidarsi artisti non necessariamente in possesso di un passaporto tedesco, ma che vivano in Germania e che nel loro campo artisticoabbiano già ottenuto riconoscimenti.

## Mostre curate (selezione)
- Hautnah. Europäisches Atelierprogramm 1999 (ACC Galerie Weimar)[12]
- Herzblut – Schriftbild. 6. Europäisches Atelierprogramm 2001 (ACC Galerie Weimar)[13]
- Das Maß der Dinge. 7. Europäisches Atelierprogramm 2002 (ACC Galerie Weimar)[14]
- Übermenschen. 8. Europäisches Atelierprogramm 2002 (ACC Galerie Weimar)[15]
- Herkunft Niemandsland. 9. Europäisches Atelierprogramm 2003 (ACC Galerie Weimar)[16]
- Courtney Smith. Tongue and Groove: Movable Sculpture (Chelsea Art Museum, 2006). Curata con Manon Slome[17]
- Click or Clash? Strategien der Zusammenarbeit (Rassegna espositiva, dal 2012 )[18]
- Michael Beutler, Architekt – Etienne Descloux, Künstler. (Kunsthalle Osnabrück, 2014 – 2015)[19]
- Maria José Arjona, Niklas Goldbach, Vlatka Horvat e altri: Was für ein Fest? (Kunsthalle Osnabrück, 2015)[20]
- Pedro Cabrita Reis, Marie Cool und Fabio Balducci, José Dávila e altri: Konkret mehr Raum Ausstellung (Kunsthalle Osnabrück, 2015)[21]
- Ernesto Pujol: Systems of Weight. (Kunsthalle Osnabrück, 2016)[22]
- Jan Tichy: Installation Nr. 29 (Kunsthalle Osnabrück/Neues Rathaus, 2017)[23]
- Felice Varini (Kunsthalle Osnabrück, 2018)[24]
- Andrea Mastrovito: Symphonie eines Jahrhunderts (Kunsthalle Osnabrück, 2018)[25]
- Katharina Hohmann: Inventur. (Kunsthalle Osnabrück, 2019)[26]

## Pubblicazioni (selezione)
- Andrea Dittrich e Julia Draganović: Über Menschen. Zur Zukunft des Humanen. 2 Bände, Glaux Verlag Christine Jäger KG, Jena 2003, ISBN 978-3-93174-361-1
- Julia Draganović e Antonella Tricoli (ed.): Fai da te. Die Welt des Künstlers, 8 Varianten. Nuovagrafica, Carpi 2006
- Julia Draganović: Eroi! Come noi? Electa, Napoli 2007, ISBN 978-8-85100-417-0
- Julia Draganović e Tseng Fangling (ed.): Tracce nel Futuro/Footprints into the future. Testi di Julia Draganovic, Tseng Fangling and Nicola Oddati. Electa, Napoli 2007
- Julia Draganović: L’Impresa dell’arte/The Enterprise of Art. Electa, Napoli, 2008, ISBN 88-510-0530-3
- Andrea Dietrich, Julia Draganovic and Claudia Löffelholz (ed): La Bauhaus si muove!/Das Bauhaus bewegt sich!  Testi di Andrea Dietrich e Julia Draganović, Nuovagrafica, Carpi 2008
- Julia Draganović, Claudia Löffelholz (Hg.): Viaggio Leggero. niente da perdere/Traveling light. Nothing to lose. Nuovagrafica, Carpi 2008
- Wulf Herzogenrath, Julia Draganović: Yves Netzhammer. Hatje Cantz, Berlino 2009, ISBN 978-3-77572-318-3
- Stefano Cagol, Julia Draganović: Undergo alarms. Studio d’Arte Raffaelli, Trento 2010, ISBN 978-8-89028-795-4
- Julia Draganović: Andrea Mastrovito. Easy Come, Easy Go. Silvana Editoriale, Milano 2011, ISBN 9788836620333
- Julia Draganović e altri: The Eye of the Collector. Video works from the Collection Manuel de Santaren. Palladino Editore, Campobasso, 2012
- Julia Draganović, Anna Szynwelska (ed.): This Troublesome, Uncomfortable and Questionable Relevance of Art in Public Space. Testi di Chantal Mouffe, Mika Hannula, Maria Papadimitriou, Jadwiga Charzyńska, Julia Draganović e altri. Laznia Centre for Contemporary Art, Danzica 2013, ISBN 978-83-61646-56-3[27]
- Kunsthaus Centre d’art Pasquart Biel/Bienne (ed.), Julia Draganović, Claudia Löffelholz (ed. ed autrici ): IRWIN. How to Read a Map. Verlag für moderne Kunst, Vienna 2017, ISBN 978-3-90322-800-9
- Sabine Maria Schmidt, Julia Draganović, Christoph Faulhaber (ed.), Inke Arns, Julia Draganović, Christoph Faulhaber e altri: Christoph Faulhaber: A Golden Age. Hatje Cantz, Berlino 2019, ISBN 978-3-77574-512-3

## Opere
- Julia Draganović: Figürliche Schrift: zur darstellerischen Umsetzung von Weltanschauung in Ernst Jüngers erzählerischem Werk, tesi di dottorato, Königshausen e Neumann, Raccolta letteratura, Würzburg 1998, ISBN 978-3-8260-1296-9.